# Fortificando a Desobediência
Fortificando a Desobediência é um álbum de estúdio lançado pelo rapper brasileiro Xis, em 2002, sucedendo Seja Como For. Contém 14 músicas, com destaque para "Sonho Meu" e "Tudo bem por você também".

## Faixas
1. Chapa o côco
2. Pá doido pirá - Pt. 2
3. Fortificando a desobediência (participação especial de Papo Record)
4. Sonho meu (participação especial de Cibelle Cavalli)
5. 6... da manhã
6. Ei hey
7. Abraça quem qué
8. Pra king risca
9. Rolê na Z - part. Magnus 44 & Duda da 7
10. Foda-se - part. Magnus 44
11. Tudo por você também
12. Procedê e tal
13. Introdução (Página 101)
14. 1959-2002